# Sina Weibo
Sina Weibo (kinesiska: 新浪微博; pinyin: Xīnlàng Wēibó; betyder "Sina Microblogg") är en social nätverkstjänst och mikroblogg. Sidan påminner om en blandning mellan Facebook och Twitter. Sina Weibo är en av världens mest besökta webbplatser och har en målgrupp i Kina liknande den Twitter skaffat sig i USA. Sidan startades av SINA Corporation den 14 augusti 2009 och hade i februari 2012 över 300 miljoner registrerade användare. Cirka 100 miljoner meddelanden postas varje dag på Sina Weibo.